# Studina (okręg Aluta)
Studina – wieś w Rumunii, w okręgu Aluta, w gminie Studina. W 2011 roku liczyła 1673 mieszkańców. 